# Clarins Open 1989 - Doppio
Il doppio del torneo di tennis Clarins Open 1989, facente parte del WTA Tour 1989, ha avuto come vincitrici Sandra Cecchini e Patricia Tarabini che hanno battuto in finale Nathalie Herreman e Catherine Suire con il punteggio di 6–1, 6–1.

## Teste di serie
1. Rachel McQuillan /  Nathalie Tauziat (semifinali)
2. Sandra Cecchini /  Patricia Tarabini (campionesse)

1. Nathalie Herreman /  Catherine Suire (finale)
2. Sabrina Goleš /  Tine Scheuer-Larsen (primo turno)

## Tabellone

### Legenda
| - Q = Qualificato - WC = Wild card - LL = Lucky loser | - ALT = Alternate - SE = Special Exempt - PR = Protected Ranking | - w/o = Walkover - r = Ritirato - d = Squalificato |